# Liste der Kultusminister von Baden-Württemberg
Liste der Kultusminister von Baden-Württemberg.

## Kultusminister Südbaden (1946–1952)
| Name       | Amtsantritt                                                     | Kabinett                                               | Partei |
| ---------- | --------------------------------------------------------------- | ------------------------------------------------------ | ------ |
| Leo Wohleb | 3. Dezember 1946 26. Juni 1947 23. Januar 1948 22. Februar 1949 | Staatssekretariat Wohleb Wohleb I Wohleb II Wohleb III | CDU    |

## Kultusminister Württemberg-Baden (1945–1952)
| Name                  | Amtsantritt        | Kabinett  | Partei    |
| --------------------- | ------------------ | --------- | --------- |
| Theodor Heuss         | 24. September 1945 | Maier I   | DVP       |
| Wilhelm Simpfendörfer | 16. Dezember 1946  | Maier II  | CDU       |
| Theodor Bäuerle       | 21. August 1947    | Maier II  | Parteilos |
| Gotthilf Schenkel     | 11. Januar 1951    | Maier III | SPD       |

## Kultusminister Württemberg-Hohenzollern (1946–1952)
| Name         | Amtsantritt                                   | Kabinett              | Partei |
| ------------ | --------------------------------------------- | --------------------- | ------ |
| Albert Sauer | 9. Dezember 1946 8. Juli 1947 13. August 1948 | Schmid II Bock Müller | CDU    |

## Kultusminister Baden-Württemberg (seit 1952)
| Name                          | Amtsantritt                                                             | Kabinett                                                          | Partei |
| ----------------------------- | ----------------------------------------------------------------------- | ----------------------------------------------------------------- | ------ |
| Gotthilf Schenkel             | 25. April 1952                                                          | Maier                                                             | SPD    |
| Wilhelm Simpfendörfer         | 7. Oktober 1953 19. November 1953 9. Mai 1956                           | Müller I Müller II Müller III                                     | CDU    |
| Gerhard Storz                 | 21. Juli 1958 17. Dezember 1958 23. Juni 1960                           | Müller III Kiesinger I Kiesinger II                               | CDU    |
| Wilhelm Hahn                  | 11. Juni 1964 16. Dezember 1966 12. Juni 1968 8. Juni 1972 2. Juni 1976 | Kiesinger III Filbinger I Filbinger II Filbinger III Filbinger IV | CDU    |
| Roman Herzog                  | 11. Mai 1978 30. August 1978                                            | Filbinger IV Späth I                                              | CDU    |
| Gerhard Mayer-Vorfelder       | 4. Juni 1980 6. Juni 1984 8. Juni 1988                                  | Späth II Späth III Späth IV                                       | CDU    |
| Marianne Schultz-Hector       | 13. Januar 1991 11. Juni 1992                                           | Teufel I Teufel II                                                | CDU    |
| Annette Schavan               | 19. Juli 1995 11. Juni 1996 12. Juni 2001 29. April 2005                | Teufel II Teufel III Teufel IV Oettinger I                        | CDU    |
| Helmut Rau                    | 5. Oktober 2005 14. Juni 2006                                           | Oettinger I Oettinger II                                          | CDU    |
| Marion Schick                 | 10. Februar 2010                                                        | Mappus                                                            | CDU    |
| Gabriele Warminski-Leitheußer | 12. Mai 2011                                                            | Kretschmann I                                                     | SPD    |
| Andreas Stoch                 | 23. Januar 2013                                                         | Kretschmann I                                                     | SPD    |
| Susanne Eisenmann             | 12. Mai 2016                                                            | Kretschmann II                                                    | CDU    |
| Theresa Schopper              | 12. Mai 2021                                                            | Kretschmann III                                                   | Grüne  |